# Knölfoting
Knölfoting (Craspedosoma taurinorum) är en mångfotingart som beskrevs av Filippo Silvestri 1898. I den svenska databasen Dyntaxa används istället namnet Craspedosoma rawlinsi. Knölfoting ingår i släktet Craspedosoma och familjen knöldubbelfotingar. Arten är reproducerande i Sverige.

## Underarter
Arten delas in i följande underarter:
- C. t. conforme
- C. t. didierense
- C. t. orientale
- C. t. pellicense
- C. t. riparianum
- C. t. susense
- C. t. visense